# 藤原基隆
藤原 基隆（ふじわら の もとたか）は、平安時代後期の公卿。藤原北家隆家流、大膳大夫・藤原家範の長男。官位は従三位・修理大夫。

## 経歴
承保2年（1075年）に藤原家範の子として誕生。白河院政期初頭の寛治2年（1088年）従五位下に叙爵、寛治4年（1090年）左兵衛佐に任ぜられ、昇殿を聴される。寛治6年（1092年）従五位上に進み、寛治8年（1094年）美作守を兼ねる。この頃より白河上皇の院近臣として活躍を始めるが、乳母子として堀河天皇にも近侍した。三条大宮に邸を構え、しばしば白河院の行幸が行われている。
嘉保3年（1096年）に正五位下、承徳2年（1098年）従四位下、康和2年（1100年）には従四位上次いで正四位下と急速に昇進を見せる。康和3年（1101年）に摂津守に任ぜられたのち、嘉承3年（1108年）伊予守、永久3年（1115年）播磨守、保安2年（1121年）讃岐守、保安4年（1123年）伊予守と院分国の受領を歴任。この間に、多くの仏寺・殿邸を造営。白河上皇の院別当にも補任され、地方官を務めながら蓄えた財力をもって上皇周辺の経済面を支える典型的な院司受領であった。この間、内蔵頭・大膳大夫を兼帯。また、永久5年（1117年）に母・家子が、保安4年（1123年）に父・家範が没している。
大治4年（1129年）に白河法皇が崩御すると、鳥羽上皇の院司となった。大治5年（1130年）従三位・修理大夫に叙任されて公卿に列した。天承元年（1131年）12月に修理大夫を辞任し、翌天承2年（1132年）正月に出家。最終官位は前修理大夫従三位。同年3月21日薨去。享年58。

## 官歴
『公卿補任』による。
- 寛治2年（1088年） 11月17日：従五位下
- 寛治4年（1090年） 6月15日：左兵衛佐。10月25日：昇殿
- 寛治6年（1092年） 正月7日：従五位上（佐労）
- 寛治8年（1094年） 2月23日：兼美作守（一院分）
- 嘉保3年（1096年） 日付不詳：正五位下（佐労）
- 承徳2年（1098年） 正月27日：従四位下。7月19日：還昇
- 康和2年（1100年） 7月23日：従四位上（造宣耀殿賞）。9月19日：正四位下（中宮行啓家賞）
- 康和3年（1101年） 7月：摂津守
- 長治2年（1105年） 4月10日：兼内蔵頭
- 長治3年（1106年） 11月：辞内蔵頭
- 嘉承2年（1107年） 7月19日：止昇殿。12月9日：新帝昇殿
- 嘉承3年（1108年） 7月28日：伊予守
- 永久3年（1115年） 3月29日：播磨守
- 保安2年（1121年） 6月26日：讃岐守
- 保安4年（1123年） 4月24日：伊予守。4月28日：新帝昇殿。12月20日：兼大膳大夫
- 大治3年（1128年） 3月：辞大膳大夫
- 大治4年（1129年） 12月13日：播磨守
- 大治5年（1130年） 10月5日：兼修理大夫。10月25日：従三位（法金剛院供養日造寺賞）、修理大夫如元。
- 天承元年（1131年） 12月24日：辞修理大夫
- 天承2年（1132年） 正月19日：出家（前修理大夫従三位）。3月21日：薨去

## 系譜
- 父：藤原家範
- 母：藤原家子（藤原家房の娘） - 堀河天皇乳母、典侍、のち大江匡房室
- 妻：藤原知房の娘
  - 男子：藤原隆頼
- 妻：藤原長忠の娘
  - 男子：藤原忠隆（1102年-1152年）
  - 男子：藤原雅隆
  - 男子：藤原経隆
- 妻：藤原師実の娘
- 生母不明の子女
  - 女子：藤原成通室
  - 女子：藤原信通室
  - 女子：平時信室 - 美福門院女房少将局